# Chêne d'Oldřich
Le chêne d'Oldřich (en tchèque : Oldřichův dub), aussi connu sous le nom de chêne du prince Oldřich, est un chêne pédonculé situé sur la place du marché du village de Peruc en République tchèque. Il est haut de 30 m et a une circonférence de tronc de 810 cm.

## Présentation
Son nom vient d'une légende du XIe siècle, impliquant Oldřich et Božena, la mère de son unique enfant.